# Beni (departement)
Beni, soms ook El Beni genoemd, is een van de negen departementen van Bolivia, gelegen in het noordoosten van het land, in de laaglanden. Het is met een oppervlakte van 213.564 km² het op een na grootste departement van het land en met
421.196 inwoners (2012) tevens het op een na dunstbevolkte. De hoofdplaats is Trinidad.
Beni grenst in het noordoosten aan Brazilië en aan de departementen Santa Cruz in het zuidoosten, Cochabamba in het zuiden, La Paz in het westen en Pando in het noordwesten. Beni bestaat voornamelijk uit regenwoud en pampa, het weer is subtropisch; warm en vochtig. Ondanks de rijkdom aan grondstoffen is de armoede in Beni hoog. Belangrijkste inkomsten komen uit de bosbouw, landbouw en veeteelt.
De inwoners (Benianos) zijn voornamelijk afstammelingen van de Cruceños (bewoners van Santa Cruz) en van de originele bewoners. De Benianos behoren tot de Camba's (bewoners van het laagland, in tegenstelling tot de Andesbewoners, de Colla's.)
Het eten van de Benianos bestaat voornamelijk uit rijst, (bak)banaan, rundvlees en vis.

## Bestuurlijke indeling
Het departement is verdeeld in acht provincies. Achter elke provincie wordt de hoofdplaats genoemd.
| Nr.                                     | Provincie      | Inwoners | Oppervlakte | Gemeenten | Districten | Hoofdplaats          | Inwoners |
| --------------------------------------- | -------------- | -------- | ----------- | --------- | ---------- | -------------------- | -------- |
| 1                                       | Cercado        | 111.624  | 12.276 km²  | 2         | 3          | Trinidad             | 106.596  |
| 2                                       | Iténez         | 21.353   | 36.576 km²  | 3         | 7          | Magdalena            | 11.377   |
| 3                                       | José Ballivián | 82.700   | 40.444 km²  | 4         | 5          | Reyes                | 13.246   |
| 4                                       | Mamoré         | 12.817   | 18.706 km²  | 3         | 7          | San Joaquín          | 7.917    |
| 5                                       | Marbán         | 16.331   | 15.126 km²  | 2         | 7          | Loreto               | 3.828    |
| 6                                       | Moxos          | 22.163   | 33.316 km²  | 1         | 3          | San Ignacio          | 21.114   |
| 7                                       | Vaca Díez      | 130.778  | 22.434 km²  | 2         | 8          | Riberalta            | 89.003   |
| 8                                       | Yacuma         | 23.430   | 34.686 km²  | 2         | 3          | Santa Ana del Yacuma | 18.102   |
| Bron: Inwoners van de provincies (2012) |                |          |             |           |            |                      |          |

| Detailkaart |
| ----------- |
|             |
| Provincies  |